# Греческая артиллерия в Балканских войнах
 Артиллерия Греческого королевства  приняла активное участие в Балканских войнах.
Её вклад в этих войнах, наряду с пехотными дивизиями, был значительным, но уступал вкладу греческого флота, чья роль имела стратегическое значение.

## Греческая артиллерия накануне Балканских войн
Состав греческой артиллерии до Первой Балканской войны был определён следующим образом:
- 4 полка полевой артиллерии, из которых три состояли из 3 дивизионов по 2 батареи, в то время как четвёртый полк состоял из 4 дивизионов по 2 батареи.
- 2 полка горной артиллерии, каждый из которых состоял из 2 дивизионов по 2 батареи.
- 1 батальон в составе 3 батарей тяжёлой артиллерии.
- 1 транспортная и 1 ремонтная роты.

Базами полков артиллерии были установлены:
- 1-й полк полевой артиллерии — Лариса
- 2-й, 3-й, 4-й полки полевой артиллерии — Афины
- Полк горной артиллерии и батальон тяжёлой артиллерии — Афины

## Первая Балканская война
Православные государства Балканского полуострова были воссозданы в XIX веке, однако огромные территории полуострова ещё находились под контролем Османской империи. Ирредентистская политика этих православных государств вела к столкновению с Османской империей. Основной причиной было стремление православных государств полуострова освободить своих порабощённых братьев, что означало их расширение за счёт Османской империи.
16 сентября 1911 года Италия, в роли новой силы в Средиземноморье, объявила войну Османской империи и через год, 5 (18) октября 1912 года, вынудила осман подписать невыгодный для них мир:207. Итало-турецкая война убедила балканские государства, что силы осман ослабли, и уже 29 февраля 1912 года Болгария и Сербия подписали секретный союзный договор:208. 16 (29) мая 1912 года был подписан греко-болгарский договор:212. 22 сентября (5 октября) 1912 года было согласовано, что с началом войны Греция выставит 110 тысяч штыков, Болгария выставит 300 тысяч, Сербия 180 тысяч (в других источниках 220 тысяч) и Черногория 35 тысяч. В общей сложности Балканский союз имел около 650 тысяч штыков против 350 тысяч, которыми располагала Османская империя в её европейских владениях:214. 100 тысяч греческих штыков не были лишними для союзников, но причиной привлечения Греции в Союз был греческий флот.
Было очевидно, что в случае войны Османская империя будет вынуждена перебрасывать на Балканский полуостров свои резервы из Малой Азии и с Ближнего Востока. Османская империя ещё располагала ресурсами для успешной войны против союзников, но превращение Эгейского моря греческим флотом в Mare clausum (закрытое море) вынуждало осман использовать свою устаревшую дорожную и железнодорожную сеть, в результате чего их подкрепления не смогли бы своевременно дойти до фронтов. В военном соглашении 22 сентября (5 октября) 1912 года было чётко оговорено, что задачей греческого флота было «в любом случае обеспечить господство в Эгейском море и прервать коммуникации врага между Малой Азией и Европейской Турцией»:216. А. Димитракопулос пишет, что несмотря на то, что интересы Греции и Болгарии сталкивались, болгарское командование осознавало, что без участия в войне греческого флота, задачи, стоявшие перед болгарской армией становились трудными, если не невыполнимыми.
Османы также осознавали значение участия греческого флота в войне на стороне союзников, и предложили Греции сотрудничество, обещая «благоприятное разрешение вопроса Крита и всех разногласий двух стран», но предложение было отклонено":222.

### Силы сторон (сухопутные войска) с началом войны[2]
Союзные православные государства:

#### Греция
План операций против Турции предусматривал создание двух армейских групп, Фессалии и Эпира. Основной была группа Фессалии, от действий которой зависел конечный исход операций. Группа Фессалии располагала 7 пехотными дивизиями, 1 кавалерийской бригадой и 2 отрядами эвзонов. Группа насчитывала 63 батальонов пехоты и эвзонов и 156 орудий. Группа Эпира располагала лёгкими силами и включала в себя 8 батальонов пехоты и эвзонов, 3 дивизиона артиллерии (1 полевой, 1 горный и 1 гарнизонный), 1 кавалерийскую илу и вспомогательные части.
В общей сложности Греция выставила с началом войны 90.000 пехотинцев, 1000 кавалеристов, 180 орудий.

#### Болгария
выставила 11 пехотных дивизий, 1 дивизию и 1 бригаду кавалерии. В общей сложности 300 000 пехотинцев, 5000 кавалеристов и 720 орудий.

#### Сербия
выставила 10 пехотных дивизий, 1 дивизию и 2 бригады кавалерии. В общей сложности 220 000 пехотинцев, 3000 кавалеристов и 500 орудий.

#### Черногория
выставила 4 пехотные дивизии. В общей сложности 35 000 пехотинцев и 130 орудий
С другой стороны

#### Османская империя
выставила 7 армейских корпусов, 22 пехотные дивизии, 26 отдельные дивизии и 2 кавалерийские дивизии. В общей сложности 340 000 пехотинцев, 6000 кавалеристов и 850 орудий.

### Начало войны
Война Балканских православных союзных государств против Османской империи началась 5 октября 1912 года и завершилась 30 мая 1913 года подписанием мира в Лондоне.
Сухопутные греческие военные операции против турок развивались на двух фронтах, в Македонии (основной) и Эпире (второстепенный).
Операции начались 5 октября 1912 года и завершились на Македонском фронте через 70 дней 13 декабря, в то время как операции в Эпире завершились после 5 месяцев, 5 марта 1913 года. Командующим греческой армии в Македонии был наследный принц Константин, в то время как в Эпире командующим первоначально был генерал-лейтенант Константин Сапундзакис (до 11 января 1913 года), а затем наследный принц Константин.
С турецкой стороны командующими были соответственно Хасан Тахсин-паша и Эсат-паша.

## Греческое наступление в Македонии и Эпире
Турецкая армия Македонии выставила против греческой группы в Эпире армейский корпус Яннин и против греческой группы Фессалии свой VIII корпус армии.
В конечном итоге турки развернули в Фессалии 35 000 пехотинцев, то есть 43 пехотных батальонов, 12 ил кавалерии и 35 артилерйских батарей.
Операции начались 5 октября 1912 года и завершились на фронте Македонии 13 декабря 1912 года, в то время как на фронте Эпира операции завершились 5 марта 1913 года.
Основными боями греческой армии в Первой Балканской войне стали бои за Элассону (5-7 октября), Сражение при Сарантапоро (7-11 октября), бой за Катерини (14-16 октября), бой при Аминдеоне (13-26 октября), сражение при Янница (19-20 октября), бой при Арнисса (3-8 ноября), бой за Корча (1-6 декабря), и в Эпире бои при Песта (5-30 ноября), при Дриско, при Аэторахи (с 1 декабря 1912 по 10 января 1913 года), за Яннина (с 11 января 1913 года и до окончания войны).
Артиллерия приняла участие во всех этих боях как артиллерия Армии или дивизий или меньшими подразделениями поддерживая операции с ограниченными задачами.
Участие артиллерии во многих случаях решило исход сражений, как и тот факт, что в боях, где артиллерия не была задействована, потери наступающих были более высокими.
Артиллерия приняла участие в следующих значительных боях:

#### В Македонии
Элассона — Дескати (6 октября), Сарантапоро (9 октября), Катерини — Пердика (16 октября), Лазарадес (9 октября), Порта (10 октября), Яница (20 октября), Аминдеон (23 октября), Салоники (26 октября), Команос (3-4 ноября), Веви (21 октября), Корча (3 ноября), Арнисса — Сьятиста (4 ноября), Флорина (7 ноября).

#### В Архипелаге (Эгейское море)
На острове Лесбос, с несколькими орудиями (8 декабря), на острове Хиос с 1 батареей (20 декабря).

#### В Эпире
Грибово (11 октября), Аногиа — Пенте Пигадиа (27 октября), Песта (29 ноября), Аэторахи (30 ноября), Манолиаса (5 декабря), Бизани (8 декабря), Превеза (20 октября), Дрискос (28 ноября), Янина (21 февраля 1913 года).
Греческая артиллерия приняла участие в войне с следующими силами:
- Македонский фронт.

26 батарей полевой артиллерии, 5 батарей горной артиллерии. В общей сложности 156 орудий.
- Фронт Эпира — 24 орудий

## Сражение при Сарантапоро 7-11 октября 1912 года

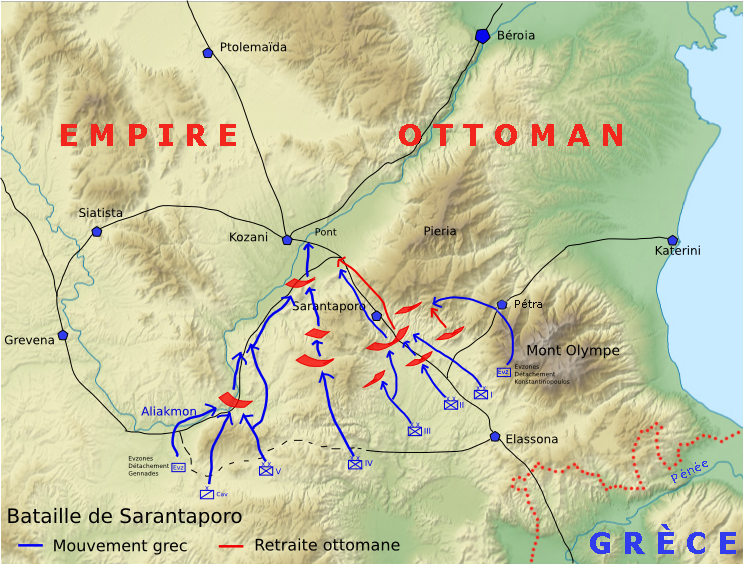
Карта Сражения при Сарантапоро.

Первой и основной задачей поставленной греческим генштабом перед армией Фессалии, было занятие позиций в Сарантопоро и Лазарадес — Вонгопетра и уничтожение турецких сил расположенных там, с тем чтобы открыть дорогу из Фессалии в Македонию.
Сама по себе позиция в Сарантопоро была природной фортификацией, которая была усилена турками, и образовывала линию обороны с юго-западными отрогами гор Пиерия (высота Вигла) и горой Титарос, а также северо-западной частью гор Камвуниа. Обороняющиеся турки имели панорамный обзор с высоты Вигла на юг и, следовательно, возможность результативного артиллерийского обстрела наступающих с большой дистанции, в особенности к востоку от дороги Эласон — Сервия. Напротив, западнее дороги, обзор осложнялся в силу ландшафта, что облегчало задачу наступающим.
В целом план греческого командования предусматривал атаку в лоб, с одновременным обходом с двух флангов к городу Сервия, с целью отрезать отступающего врага, занять мост на реке Альякмон и уничтожить врага.

### Организация и расположение артиллерии сторон
На этой позиции турецкие силы расположились с 8 октября 1912 года. Вся турецкая артиллерия расположилась на высоте Вигла. Турецкие силы на этой линии обороны насчитывали 14 батальонов, 2 кавалерийские илы, 1 роту пулемётов и 6 батарей полевой артиллерии. 7 батальонов и 1 батарея полевой артиллерии находились в резерве у города Сервия. Все эти силы составляли VIII корпус турецкой армии, которым командовал Хасан Тахсин-паша.
Греческая артиллерия получила 7 октября 1912 года приказ собрать все орудия ΙΙΙ и V дивизий в Элассоне. Концентрация всей полевой артиллерии у Элассоны (артиллерия Ι, ΙΙ, и VI дивизий уже находилась у Элассоны) была обусловлена отсутствием дорог в направлении наступления дивизий. Было принято решение использовать артиллерию сконцентрированно как артиллерию Армии и избрать удобный регион её развёртывания.

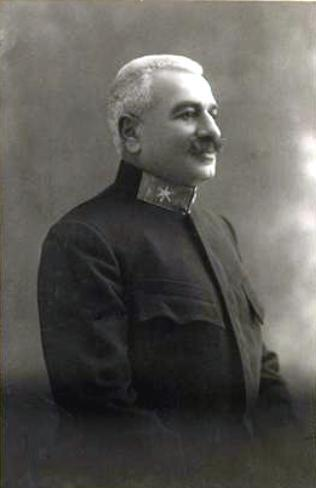
Генерал Леонидас Параскевопулос в Первую мировую войну, 1916-17 годы.

Расположение артиллерии греческой армии было следующим:
- во ΙΙ дивизии 4 дивизиона полевой артиллерии,
- в ΙΙΙ дивизии 1 дивизион горной артиллерии,
- в IV дивизии 1 дивизион горной артиллерии,
- в V дивизии 1 батарея горной артиллерии,
- в VI дивизии 1 дивизион полевой артиллерии.

Наконец собранная на пересечении дорог Эласон — Сервия и Эласон — Айос-Димитриос полевая артиллерия Ι, IV и V дивизий включала в себя в общей сложности 3 дивизиона, под командованием полковника артиллерии Леонидаса Параскевопулоса (командира артиллерии ΙΙ дивизии), в качестве артиллерии Армии.
В общей сложности греческая артиллерия выставила в сражении 26 полевых и 5 горных батарей.

### Участие артиллерии в сражении
Вечером 8 октября греческий генштаб издал приказ операций следующего дня. План предусматривал прорыв армии Фессалии через ущелье Сарантапоро в Македонию.
В том что касается артиллерии план предусматривал: Полевая артиллерия Ι, ΙΙ, IV и V дивизий вместе с частью артиллерии ΙΙ дивизии, будет действовать сконцентрированно под командованием командира артиллерии дивизии, поддерживая наступление Ι, ΙΙ и ΙΙΙ дивизий. Так три дивизии (Ι, ΙΙ, ΙΙΙ), при поддержке полевой артиллерии Армии (7 дивизионов полевой артиллерии), должны были произвести атаку в лоб против турецкой позиции, оставив за собой в качестве резерва VI дивизию. На левом фланге ΙΙΙ дивизии, в силу ландшафта, был оставлен для поддержки 1 дивизион горной артиллерии
В 09:30 турецкая артиллерия (6 батарей полевой артиллерии в Вигла), начала обстрел пехоты Ι дивизии. Результативность огня турок была велика, поскольку турецкие артиллеристы заведомо и с точностью определили составляющие стрельбы и имели прекрасный обзор. 5-й и 4-й греческие пехотные полки понесли большие потери.
В 10:00 турецкая артиллерия поразила и пехоту ΙΙ дивизии и всё расположение двух греческих дивизий обстреливалось результативно. Батальоны разделились на большей площади, роты развернулись и начали продвигаться перебежками. Пехотинцы всё ещё ожидали выстрелов греческих орудий. Однако время шло без поддержки греческой артиллерии, в то время как турецкая артиллерия, не подвергаясь обстрелу греческой, сконцентрировала огонь против пехоты 2 дивизий.
Греческая артиллерия с утра была занята рекогносцировкой региона и передвижением дивизионов, подготовка к бою ещё не была завершена. Командир артиллерии (полковник Параскевопулос), ещё продолжал рекогносцировку позиций, также как командиры дивизионов на местах, орудия были выведены с дороги и разворачивались на холмах южнее горной речки Хадзигогос. Это состояние полной бездеятельности 7 дивизионов полевой артиллерии, продолжалась до 13:00 оставив пехоту Ι и ΙΙ дивизий с 09:30΄ до 13:00 в абсолютном распоряжении артиллерии и пехоты противника.
Это объяснялось также тем, что артиллерия вынужденно ожидала продвижение пехоты через речку, с тем чтобы занять удобные позиции севернее её, так как позиции южнее речки находились от турецких позиций на расстояниях превосходящих радиус стрельбы греческих орудий. Несмотря на это, полки двух дивизий замедлили продвижение, но стабильно продвигались к позициям турок без артиллерийской поддержки.
В 12:00 полевая артиллерия завершила рекогносцировку, 2 дивизиона заняли позиции и начали обстрел Виглы с дистанции 5000 метров, но были вынуждены продвинуться севернее речки. 1 дивизион расположился к востоку от них, в то время как ещё 1 дивизион занял позицию к северо-востоку от Вурба. Занятие этих позиций завершилось до 13:00 и 11 батарей 4 дивизионов начали поддержку пехоты. Большинство из них обстреливали турецкую артиллерию в Вигла, некоторые обстреливали турецкую пехоту. Остальные 3 дивизиона не успели развернуться и вступить в бой.
Вступление в бой греческой артиллерии облегчило положение пехоты Ι и ΙΙ дивизий. Турецкая артиллерия была вынуждена перенести огонь и против греческой артиллерии, в то время как и турецкая пехота ослабила свой огонь.
К вечеру, когда бой был прерван, греческий генштаб получил информацию что потери были серьёзными, усталость солдат - большой, и самое главное, резервы комдивов были недостаточными для замены наиболее уставших частей. В 22:00 генштаб издал приказ дивизиям: ¨Ι, ΙΙ, ΙΙΙ, IV дивизии продолжат завтра бой с 06:00 атакуя, согласно вчерашнему приказу. VI дивизия останется там где и находится, у Хани Хадзигогу, как генеральный резерв. Полевая артиллерия должна была полностью развернуть свои силы и наладить контакт с пехотой.
Но в ночь с 9 на 10 октября турки незаметно для греков оставили свои позиции и отошли, опасаясь быть отрезанными.
С окончанием этого первого большого сражения армии Фессалии, были подведены выводы и заключения о использовании артиллерии.
Поддержка дивизий в центральном секторе всеми батареями полевой артиллерии с 09:00 по 13:00 9 октября была нулевой, так как до 13:00 все орудия находились в поисках удобных позиций. Концентрированное использование артиллерии было бы оправданным только при условии её своевременного разворачивания. Отсутствие артиллерийской подготовки и поддержки в первые часы наступления, вместе с результативным огнём вражеской артиллерии, были основными причинами больших потерь греческой пехоты.
Генерал Л. Параскевопулос (тогда полковник и командир артиллерии) позже писал:

 «Потери пехоты обусловлены преждевременным приказом о её развёртывании и неуместным вмешательством штаба предписавшим пути подхода… Продвижение пехоты, не только без артподготовки, но и без артиллерийской поддержки в ходе продвижения принесло вред армии…Для этого сражения также было характерно полное отсутствие связи как от верхних инстанций к нижним, так и в обратном порядке. …..Потери были ужасными и такими, что не наблюдались ни в каком другом сражении истории с тех пор как была изобретена пушка. Согласно статистике последних войн с 1870 года соотношение потерь было максимум 7 % от снарядов артиллерии и 90 — 95 % от огня пехоты. До 1870 года и русско-японской войны наблюдались и 2-3 % потерь от холодного оружия, сабли и штыка. В сражении при Сарантапоро, из общего числа убитых и раненных, потери от снарядов артиллерии превзошли 60 %» 

## Сражение при Янице 19-20 октября 1920 года

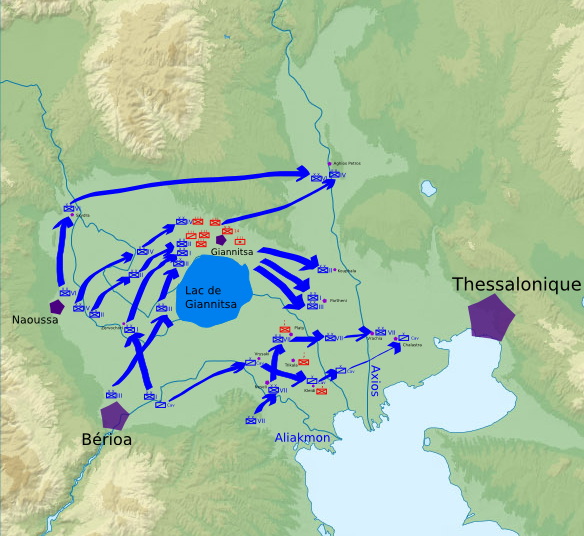
Битва при Яннице

После сражения при Сарантапоро, отступающая турецкая армия 10 (23) октября сожгла городок Сервия, в который в тот же день вечером вошли греческие войска. Через 40 часов греческая кавалерийская бригада вошла без боя в город Козани. Часть турецкой армии отступила из Козани на север к Монастиру, но наибольшие её силы направились к Верии через теснину Трипотамос.
Турецкая армия отступившая к северу могла получить подкрепления в Монастире и противостоять наступлению греческой армии к этому городу. Турецкая армия отступившая к востоку, могла получить подкрепления из Салоник и обороняться на перевалах горы Вермион.
Главнокомандующий греческой армией наследный принц Константин намеревался развить наступление к Монастиру, имевшем тогда значительное греческое население.
Ещё до начала войны греческий премьер-министр Венизелос заявил начальнику штаба Данглису, что главной задачей и направлением для армии должен стать город Фессалоники.
Получив информацию о том, что Константин намеревается развить наступление в северо-западном направлении, Венизелос обменялся несколькими телеграммами с наследным принцем, однако Константин не выполнил требование премьер-министра развернуть армию на восток. Наконец, в последней телеграмме Константина (согласно речи Венизелоса в парламенте 5 годами позже), главнокомандующий говорил, что намерен идти к Монастиру, «разве что Вы мне запретите это». Последовал незамедлительный ответ Венизелоса: «Я вам запрещаю!». Факт этой конфронтации не подвергается сомнению, однако греческие историки оспаривают факт существования этой последней телеграммы:243.
14 (27) октября, 5 греческих дивизий развернулись на восток, оставив на северо-западе для прикрытия V дивизию и кавалерийскую бригаду. Пройдя гору Вермион и сломив турецкую оборону на перевале Кастаниа, армия принца Константина 16 (29) октября освободила город Верия.
Командующий турецкой группировкой в 25 тыс. солдат Хасан Тахсин-паша сознательно занял оборону не за полноводной в это время года рекой Аксиос, а перед ней, у города Яница. В значительной мере это было обусловлено тем, что Яница был практически полностью турецким городом, а также священным городом для балканских мусульман. Тахсин-паша полагал, что эти факторы повысят моральный дух его войск. В составе войск Тахсина были 5 полевых и 2 горных батарей, но как следует из греческих источников, общее число турецких орудий не превышало 30 единиц.

### Сражение при Яница — участие артиллерии

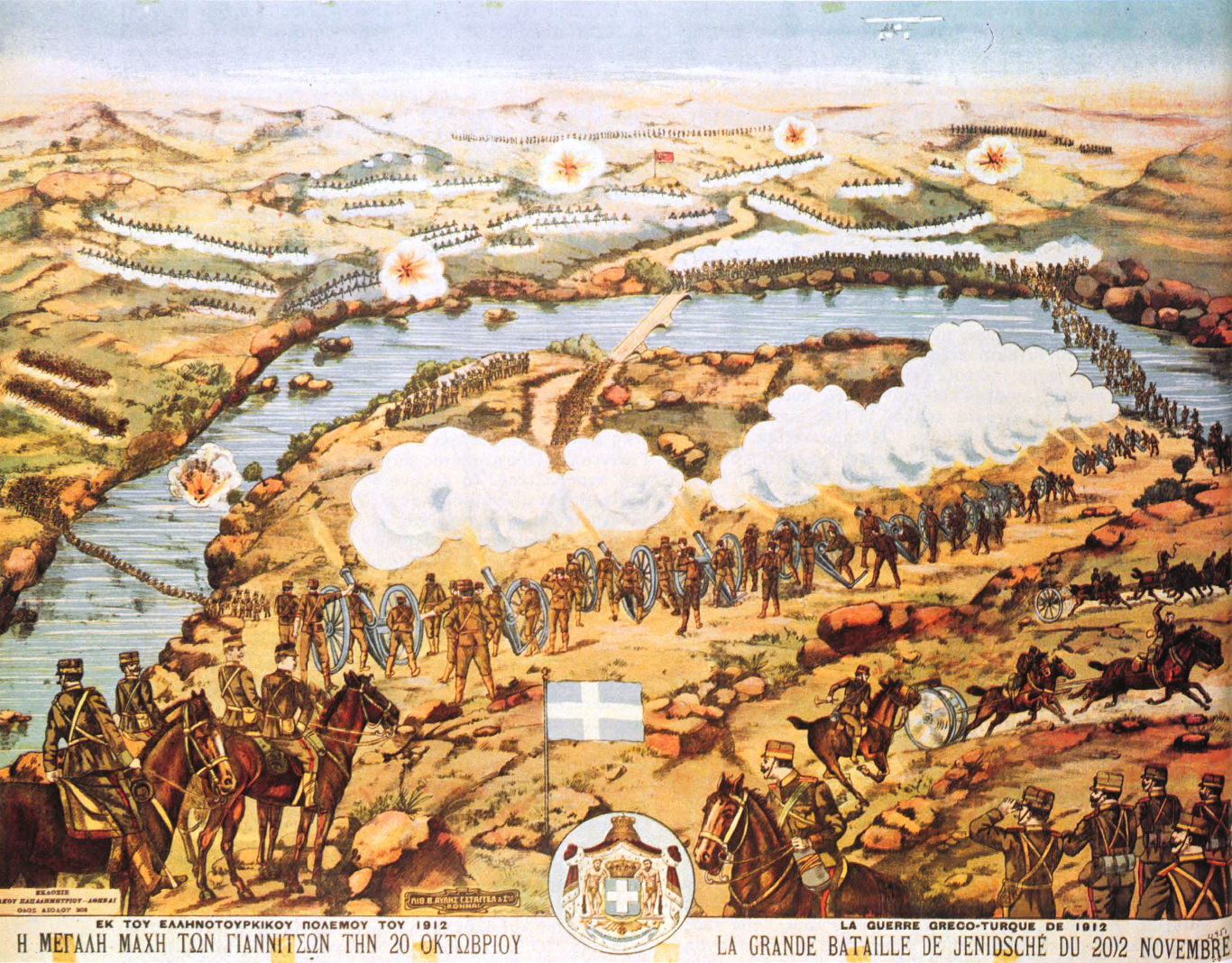
Литография Сотириса Христидиса, Сражение при Янице

План греческого штаба предусматривал наступление широким фронтом севернее озера Яница к реке Аксиос. Утром 19 октября началось одновременное и параллельное движение на севере ΙΙ, ΙΙΙ, IV и VI греческих дивизий, в то время как Ι дивизия направилась к югу от города.
Греческая артиллерия насчитывала в общей сложности 26 батарей полевой и 5 горной артиллерии.
Артиллерия ΙΙ дивизии к полудню достигла реки Балиндза, расположилась в 100 метрах от её моста и начала обстреливать турок в 12:10.
ΙΙΙ дивизия приказала своем авангарду перейти мост и развернулась фронтом к югу. В 15:00 ΙΙΙ дивизия продолжила переход моста, поддерживаемая её артиллерией, которая прибыла и расположилась вокруг моста.
Артиллерия ΙΙ дивизии (1 дивизион) и ΙΙΙ дивизии (2 батареи) продолжили поддержку наступающих частей.
ΙV и VI дивизии в 12:00 дошли до Кисселар, но их авангарды подверглись обстрелу турецкой пехоты с холмов Армудзи. Командир авангарда развернул свою 1-ю горную батарею под прикрытием инженерной роты, которая начала обстрел турецких позиций, и продолжил наступление. 2-я батарея последовала за Ι батальоном, в то время как 3-я батарея расположилась рядом с 1-й вступив в артиллерийскую дуэль с турецкой артиллерией расположенной севернее города.
Тем временем 9-й батальон эвзонов и 18-й пехотный батальон ринулись к центру турецкой обороны.
В 16:00 1-я и 3-я батареи получили приказ передислоцироваться к северу для поддержки наступления 17-го батальона.
В результате, наступавшие к центру турецкой обороны батальоны остались без артиллерийской поддержки, и турецкая артиллерия безнаказанно расстреляла 9-й батальон эвзонов.
Артиллерия IV дивизии, находясь под огнём противника, в 17:30 поменяла позицию и возобновила огонь в 18:00. С закатом солнца одна батарея горной артиллерии, расположилась на левом фланге 8-го батальона, который при её поддержке ринулся в штыковую и изгнал турок с их позиций.
Героем сражения стал командир гвардейского полка Дионисиос Пападопулос, захвативший турецкую батарею в 14 орудий. К концу боя VI дивизия обошла турецкие позиции с фланга. Турки были опрокинуты и бежали в панике. Греческие источники говорят, что турки оставили на поле боя 3000 убитых. Дорога на столицу Македонии, город Фессалоники практически была открыта, однако Константин не воспользовался паникой и не преследовал турок, что дало им возможность разрушить мосты на реке:246.
22 октября греческий генштаб приказал Армии продвинуться к реке Аксиос (мосты Ментесели), и идти к Салоникам.

## В Эпире
С началом Первой Балканской войны греческая армия была разделена на армии Фессалии (Македонии) и Эпира. Армия Эпира располагала только 8 батальонами и отрядами добровольцев из находившегося ещё номинально под османским контролем острова Крит, гарибальдийцев, греков и иностранцев. В общей сложности 7800 человек и 24 орудия, то есть в действительности армия представляла собой дивизию.
С другой стороны, группировка осман, базировавшаяся в укрепленном регионе Янина, располагала под командой Эссат-паши 30 тысячами солдат и 30 орудиями. При таком соотношении сил (4:1 в пользу турок) армии Эпира была отведена роль обороняющегося фланга. Не случайно командование этой армией было поручено старому штабному генералу Константиносу Сапундзакису, который был репетитором наследного принца Константина. От Сапундзакиса ждали лишь одного: удержать линию фронта на реке Арахтос, которая тогда была границей между Грецией и Османской империей:85.
В ночь с4 (17) на 5 (18) октября, греческие канонерки «α» и «β», рискуя быть расстрелянными артиллерией крепости Превеза, прошли под носом у турок узким проливом (всего 0,5 мили) в залив Амвракикос. С этого момента залив оказался под греческим контролем — канонерки начали оказывать существенную помощь армии:86.
Когда всё внимание было приковано к македонскому фронту, из Эпира стали приходить странные новости. Старый штабист и «бюрократ» с юношеской опрометчивостью наступал против противника, имевшего четырёхкратное превосходство.
12 (25) октября была освобождена Филиппиада, 21 октября (3 ноября) был освобожден город Превеза.
24 октября (6 ноября) Сапундзакис одержал тактическую победу в Сражении при Пенте Пигадиа.
5 (18) ноября майор жандармерии Спиромилиос, Спирос во главе отряда добровольцев с острова Керкира, высадился и освободил город Химара, Северный Эпир (ныне южная Албания).
Совершенно неожиданно для всех к концу октября батальоны Сапундзакиса вошли в ном Янина. Перед ними стоял Бизани.
Рельеф местности южнее Янина давал османам исключительные возможности для обороны. Эти возможности были приумножены фортификациями, построенными под руководством германского генерала Рюдигера фон дер Гольца.
Фортификации были оборудованы бетонными укрытиями для артиллерии, бункерами, окопами, колючей проволокой, прожекторами и пулемётными точками.
Сеть обороны Янина включала в себя 2 основные крепости (Бизани и Кастрица на южных подходах к городу) и 5 фортификаций поменьше, прикрывающих город кольцом с запада и северо-запада. Фортификации были хорошо оборудованы артиллерией (102 орудия, в основном 87-мм калибра).
После освобождения Фессалоники, премьер-министр Греции Венизелос переключил своё внимание на Эпир. Причиной стал новый элемент на геополитической карте. Под протекцией Австро-венгерской империи и Италии стало формироваться албанское государство, причем в видении дипломатов Австрии и Италии границы новоиспеченного государства должны были простираться от Шкодера на севере до Превезы на юге. Это означало включение в албанское государство и Северного и Южного Эпира, что противоречило греческим интересам, истории и демографии региона. И Венизелос и Константин видели приближение войны с Болгарией, но по настоянию Венизелоса, Константин выделил II дивизию генерала Каллариса, которая была отправлена морем в Превезу. Имея теперь в своем распоряжении 2 дивизии и добровольцев, общей численностью в 25 тыс. человек, Сапундзакис решил атаковать.
Но и турецкие силы были усилены 12 тыс. солдат Павит Паши, отступившими из Монастира и прибывшими в Янина. Турецкие силы достигли 35-40 тыс. солдат.
Греческое наступление началось 29 ноября (12 декабря) и было неудачным. Наступательный манёвр отряда критских и пр. добровольцев, при поддержке 1 батальона пехоты и 1 батареи, с целью выйти в тыл обороняющихся, не удался.
Одновременно все атаки II дивизии, непосредственно на сам Бизани, с 7 (20) по 8 (21) декабря были отбиты с тяжелыми потерями.
20 ноября VI греческая дивизия из Западной Македонии вышла в Северный Эпир и освободила Корча, перерезав тем самым один из последних путей снабжения и угрожая левом флангу группировки турок в Янина.
Венизелос, находившийся в Лондоне, с беспокойством наблюдал за военными и политическими событиями. Он настоял и Константин был вынужден отозвать и перебросить морем в Эпир IV дивизию К. Мосхопулоса из Флорины и большую часть VI дивизии из Корча. Одновременно Константин был назначен командующим армиями Македонии и Эпира. Венизелос настаивал чтобы Константин лично возглавил наступление в Эпире. Константин сопротивлялся и переброске сил перед лицом надвигающейся войны с Болгарией и своему назначению, но приняв командование армией Эпира взял с собою и I дивизию, оголив ещё более Македонию.

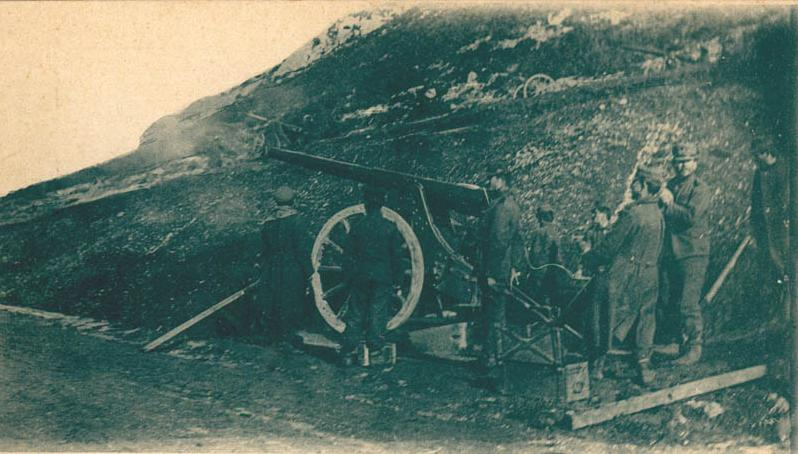
Греческая артиллерия стреляет по турецкому форту

После переброски 3-х дивизий, численность армии Эпира достигла 40 тыс. человек и 80 орудий (из них 12 тяжелых, 105 и 155 мм) и 6 бипланов. Но и к противнику прибывали отступающие из Македонии османские солдаты.
В этот период продолжались артиллерийские дуэли, атаки иррегулярных албанских отрядов на греческие линии и бомбардировка целей в городе греческими бипланами.
Наступившая тяжелая зима и проблемы со снабжением давили морально на армию, которая жаждала ещё одной, последней, атакой положить конец своим лишениям. Эти обстоятельства и оскорбленное самолюбие генерала Сапундзакиса привели к тому, что не дожидаясь приезда нового командующего, Константина, он предпринял 7 (20) января новую атаку. Понеся тяжелые потери армия добилась лишь несущественных тактических успехов.
Константин прибыл в Эпир 10 (23) января, но не стал прекращать сражения. 12 (25) января греческая армия прекратила наступление. Бизани в очередной раз остался неприступным. Сапундзакис был отстранён. Константин проинспектировал войска, которые получили дополнительные подкрепления и артиллерию.

### Сражение при Бизани — участие артиллерии

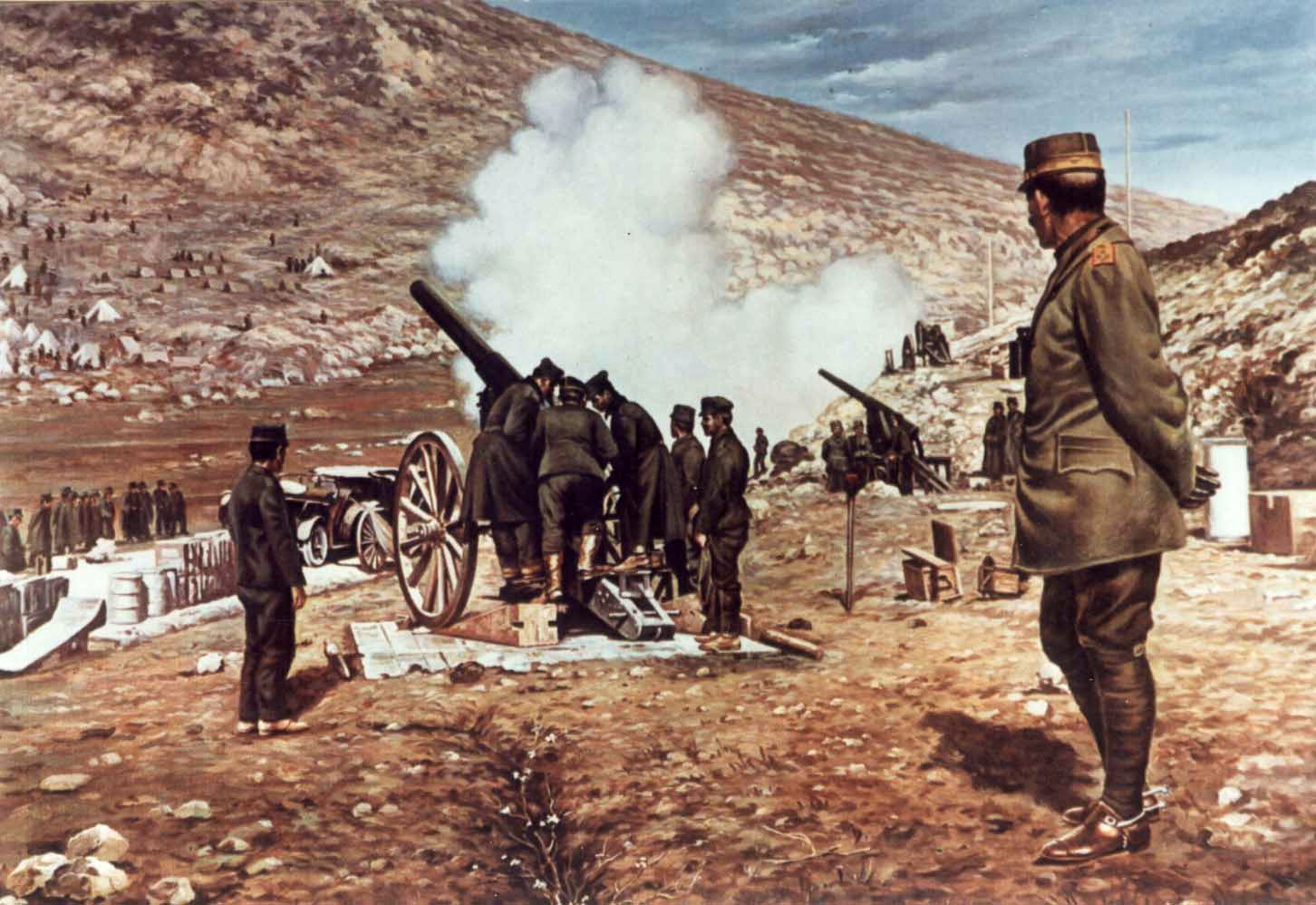
Художник Ж. Бертен — Греческий командующий, наследный принц Константин, наблюдает за стрельбой тяжёлой артиллерии в ходе сражения за Бизани

Силы греческой армии в Эпире состояли из ΙI, IV, VI, VIII дивизий, сборной дивизии Мецово, отрядов Ахеронта, Превезы, Химары и кавалерийского полка Эпира. Эти силы поддерживались 14 батареями полевой, 10 батареями горной и 2 батареями тяжёлой артиллерии, распределённые следующим образом:
- Группе Α΄ Армии были предоставлены: 2 горные батареи (8 орудий) (бригаде Мецово), 2 полевые батареи (8 орудий) VΙ дивизии, 3 полевые батареи (12 орудий) (VIII дивизии). Кроме этого, 2 тяжёлых орудия 105 мм остался под контролем группы Α΄ Армии.
- Группе Β΄ Армии были предоставлены: 2 горные батареи (8 орудий) (8-му пехотному полку), 2 горные батареи (8 орудий) (15-му пехотному полку) и 2 1/2 горные батареи (10 орудий) (7-му пехотному полку).

ΙΙ дивизии были предоставлен 3 полевые батареи.
- Отрядам Ахеронта и Химары были предоставлены 5 и 2 орудий соответственно.

Наконец, Армия оставила под своим контролем 6 батарей полевой и 2 батареи тяжёлой артиллерии (24 полевых орудия, 4 орудия 105 мм и 6 орудий 150 мм) в регионе Канета и Ано Териакиси. В общей сложности греческая артиллерия выставила 93 орудия.
Турецкая артиллерия насчитывала 83 орудия в регионе Бизани — Кастрица — Куцелио (из них 16 тяжёлых), 19 на фронте Манолица — Агиос Николаос — Цука и 10 в регионе Дурути — Садовица.
Согласно новому плану Константина, армия должна была атаковать Бизани с юго-востока, но в действительности основное наступление будет предпринято в обход с юго-восточного фланга.
Греческая артиллерия начала обстрел утром 20 февраля (4 марта) и обстреливала Бизани в течение всего дня. Её орудия выпустили примерно по 150 снарядов на ствол, в то время как ответный огонь турок был значительно реже, в силу нехватки боеприпасов.
(В течение двух дней боёв греческая артиллерия выпустила до 10 тыс. снарядов разного калибра).
Огонь греческой артиллерии был метким и результативным и до полудня замолкли большинство турецких батарей и были нанесены большие потери турецкой пехоте.
Греческая артиллерия вывела из строя бо́льшую часть артиллерийских расчётов батарей крепости Бизани, уничтожила большое число орудий, повредила и вскопала настилы и навесы артиллерийских укрытий. Кроме того, огонь греческой артиллерии содействовал разрушению многокилометровых заграждений из колючей проволоки и вводил противника в заблуждение относительно направления предстоящего наступления.
Атака началась на следующий день. IV, VI и VIII греческие дивизии атаковали восточный и западный секторы периметра обороны. Одновременно бригада Мецово произвела диверсионный рейд с севера.
VI дивизия послала утром 2 роты для занятия высоты Мегали Чука. Этот отряд добрался до реки Арахтос, оттуда поднялся на Мегали Чука, которую занял в 17:30 без сопротивления, поскольку турки отступили подвергшись огню артиллерии отряда Трипогеоргиса. Отряд Пападопулоса лишь в 11:30 получил приказ наступать, после чего горные батареи дивизии начали результативный обстрел турецких позиций.
Первое греческое соединение, при артиллерийской поддержке, пробило брешь в линии обороны к утру, в районе Чука. В последующие часы османская оборона была сломлена ещё в 5 местах. В результате обороняющиеся османские соединения из Чука и Манолиаса отступили в Янина, чтобы избежать окружения. Поскольку греческие войска проникли внутрь оборонительного периметра, Эссат-паша отозвал свой резерв для обороны.
В 18:00 1-й греческий полк вместе с 9-м батальоном майора И. Велиссариу заняли село Агиос Иоаннис, у южных пригородов Янина.
В результате греческого наступления крепости Бизани и Кастрица в 16:00 были отрезаны от остальных османских сил и штаба в Янина. С наступлением ночи крепости прекратили огонь и гарнизоны попытались пробиться через, ещё редкое, греческое кольцо окружения города. При этой попытке 35 офицеров и 935 османских солдат были взяты в плен греческими соединениями, находившимися у южных пригородов города.
На следующее утро греческие войска взяли ещё несколько турецких позиций, хотя в самих Бизани и Кастрица сопротивление продолжалось до сдачи города. Эссат-паша, осознав, что сражение проиграно, попытался переправить как можно больше войск и раненных на север.
Но поскольку греческое наступление продолжалось, Эссат запросил помощь иностранных консульств в переговорах о сдаче. В 23:00 21 февраля (6 марта) Эссат-паша согласился на безоговорочную капитуляцию Янина и его гарнизона. Османская армия Эпира (1 тыс. офицеров, 32 тыс. солдат и 120 орудий) сложила оружие.
На следующий день армия Константина прошла парадом по улицам города, где ликующее население встречало их с греческими флагами.

## Вторая Балканская война
Неудовлетворённая территориальными приобретениями в ходе войны против осман и переоценив свои силы, Болгария готовилась к войне против своих союзников, Сербии и Греции. После подписания Лондонских соглашений, болгары сочли что их тыл со стороны турок обеспечен и сконцентрировали войска против номинальных союзников. Претензии болгар стали вызывающими, они требовали присоединения к Болгарии бывших османских вилайетов Салоник, Косово и Монастира. Перед лицом общей опасности Греция и Сербия подписали 19 мая 1913 года секретный оборонный союз сроком на 10 лет и согласовали, что границы между ними остаются прежними.

### Силы сторон (Сухопутные войска)

#### Греция
8 дивизий (к концу войны 9). В общей сложности 100 000 пехотинцев, 1000 кавалеристов, 33 полевых и 9 горных батарей, насчитывавших в общей сложности 180 орудий

#### Сербия
10 дивизий плюс 1 дивизия Черногории. В общей сложности 260 000 пехотинцев, 3000 кавалеристов и 500 орудий.

#### Болгария
15 дивизий. В общей сложности 350 000 пехотинцев, 5000 кавалеристов и 720 орудий.
Болгары сконцентрировали две трети своих сил против Сербии, что с одной стороны объяснялось тем, что сербская армия в два с половиной раза превышала численностью греческую, но с другой стороны, как пишет С. Григориадис, болгары продолжали недооценивать греческую армию.
Между тем, именно на греческом фронте состоялись прорыв и сражения, которые стоили Болгарии поражения в войне:156.

### Начало войны
И Греция и Сербия стремились к мирному урегулированию своих разногласий с Болгарией, однако постоянно сталкивались с болгарской непримиримостью. В ночь 16/17 июня 1913 года, без повода и объявления войны болгарское командование приказало своей армии атаковать греческие и сербские силы.
Первоочерёдной задачей внезапного болгарского нападения на союзников было вклиниться на стыке сербской и греческой армий в регионе города Гевгелия.
Военные операции между Греческой армией под командованием (уже) короля Константина и ΙΙ болгарской армией под командованием генерала Н. Иванова, начались 16 июня и были прекращены перемирием 18 июля после 33 дней боёв.
Основным театром операций была Центральная и Восточная Македония.
Военные операции греческой армии продолжились с 17 июня по 17 июля и в хронологическом порядке в июне были заняты следующие города: Гевгелия, Нигрита, Лаханас, Килкис, Дойран, Струмица, Сидирокастро, Кавала, Серре.
Основные сражения июня: Килкис — Лахана (операции с 16 по 21 июня) и Белес (операции с 22 по 27 июня).
Артиллерия приняла активное участие и внесла значительный вклад в следующих боях:Килкис — Лахана 20, 21 июня 1913 года, Дойран 23 июня, Белес 25, 26 июня, Сидирокастро 27 июня.

### Греко-болгарский фронт
По получении информации о начавшихся без объявления войны боях, греческое правительство приняло решение совершить уже на следующий день контрнаступление, зачистив предварительно Салоники от болгарских частей, которые разместились в городе «на отдых» с разрешения греческого командования с ноября 1912 года, что и было сделано ночью 17/18 июня.
Согласно приказу греческого генштаба, изданному вечером 18 июня, наступление греческой армии началось на следующий день. Поле боя было ограничено с севера Дойранским озером и горами Мавровуни, на западе рекой Аксиос, к востоку горами Вертискос, и к югу от озёр Корония и Волви разбивалось на два отдельных поля боя, у Килкис и у Лангадас.
Килкис и Лангадас были заняты болгарами 26 октября 1912 года и на протяжении зимы, готовясь к войне со своим номинальным греческим союзником, они произвели внушительные фортификационные работы.
Греческая армия противостоявшая болгарам насчитывала 73 пехотных батальонов, 33 полевых и 9 горных батарей, 8 ил и 8 полуил кавалерии. Кроме того в Салониках располагался батальон гарнизонной артиллерии.
Болгары выставили против греческой армии 32 пехотных батальона, кавалерийский полк и 64 орудий.

## Участие артиллерии в сражении при Килкис — Лаханас

### На фронте Лаханаса (19 июня 1913)
3-я батарея 1-го греческого полка полевой артиллерии была развёрнута для поддержки авангарда наступления и в 14:50 открыла огонь против болгарских фортификаций и находившейся там пехоты. 4-я батарея, которой было приказано расположиться рядом с 3-й, открыла огонь в 15:15, в то время как остальная артиллерия оставалась в колоннах ожидая приказа.
Молчавшая до этого момента болгарская артиллерия открыла ураганный огонь против всех частей греческой дивизии, которые, считая что у болгар здесь нет артиллерии, даже не позаботились укрыться. Основной огонь болгар был сосредоточен против приданных греческой дивизии батарей, а также против резервной артиллерии, которая оставалась не укрытой на дороге.
ΙΙ дивизион артиллерии 1-го полка, который до 18:45 не сумел выпустить более 70 снарядов, был обстрелян болгарской артиллерией и понёс серьёзные потери в живой силе, животных и припасах, как на местах расположения орудий так и на местах ожидания расположенных в ущелье в 200 метрах позади. Ι дивизион того же полка, находившийся на ¨позиции ожидания¨ был также обстрелян и понёс значительные потери.
В 18:00 дивизион полевой артиллерии Петмезаса получил приказ выдвинуться впереди ΙΙ дивизиона 1-го полка, развернув 1 батарею слева от дороги и оставив 2 батареи ¨в ожидании¨. Батарея открыла огонь по высоте Караджа Тепе, где были расположены пехота, орудия и пулемёты болгар, однако не успела выпустить более 12 снарядов, так как наступила темнота.

### Фронт Лаханаса 20 — 21 июня
20 июня 1913 года. Ещё с предыдущего дня состояние Ι и VI дивизий было тяжелейшим. В течение дня пехота атаковала болгарские позиции без поддержки артиллерии. Только горная артиллерия Ι дивизии принимала участие в сражении. Потери были огромными. 1/38 полк эвзонов был уничтожен. 5 пехотный полк отступил после болгарской контратаки и положение было спасено в последний момент личным вмешательством командира полка. Офицеры пехотного и полка и полка эвзонов были в ярости, по причине того что были брошены на милость болгарской артиллерии. Они знали что за грядой холмов находились 3 дивизиона полевой артиллерии с 23 орудиями и не могли объяснить их отсутствие на поле боя.
Артиллеристы колебались пройти обстреливаемую неприятелем дорогу. Пехотные офицеры были абсолютны в своих заявлениях: ¨Они обязаны пройти, даже если останутся с половиной орудий¨.
Артиллеристы не могли убедить их, что речь идёт не о трусости, а о кредо артиллерии, что является унижением и позором быть расстрелянными вне укрытий и в движении и потерять свои орудия. Офицеры артиллерии заявляли комдиву что они не берут на себя ответственность исполнить приказ ¨запряжённым батареям пройти по дороге под огнём вражеской артиллерии¨.
21 июня положение стало драматическим. Наступление VI дивизии остановилось. Комдив Делаграмматикас, издал письменный приказ командирам дивизионов выдвинуть 3 батареи через шоссе и устный приказ сменить тех командиров, которые откажутся это делать. ¨Никто не отказывается¨ заявил командир первой из трёх батарей капитан Амрасоглу. Тем временем одна из батарей была практически нейтрализована болгарскими снарядами… Через несколько минут начался этот исторический переход. Каждый расчёт выдвигался до хребта горы, после чего и на расстоянии 60 метров один от другого, галопом двигался по наклонному шоссе к Лиговани.
Болгарская артиллерия ураганным огнём встречала каждый появляющийся перед ней артиллерийский расчёт, но пыль поднятая её снарядами создала спасительную завесу. Теоретически потери должны были быть огромными и, как пишет Т. Пангалос, он полагал что будет счастьем если пройдут неповреждёнными и половина орудий. Он же пишет, что результат был невероятным. Прошло более 30 орудий и повозок, из которых только 3 были повреждены вражескими снарядами и только одна разбитая повозка осталась на шоссе. В течение часа 16 орудий расположились на прекрасных позициях и хороших расстояниях (2000 — 3000 метров) от болгарских окопов и батарей в Лахана.
Атака была произведена внезапно в 3:30 после полудня после непродолжительной артподготовки. Дорога для эвзонов Д. Пападопулоса и И. Велиссариу была открыта.

### На фронте Килкиса — 20 июня 1913 года

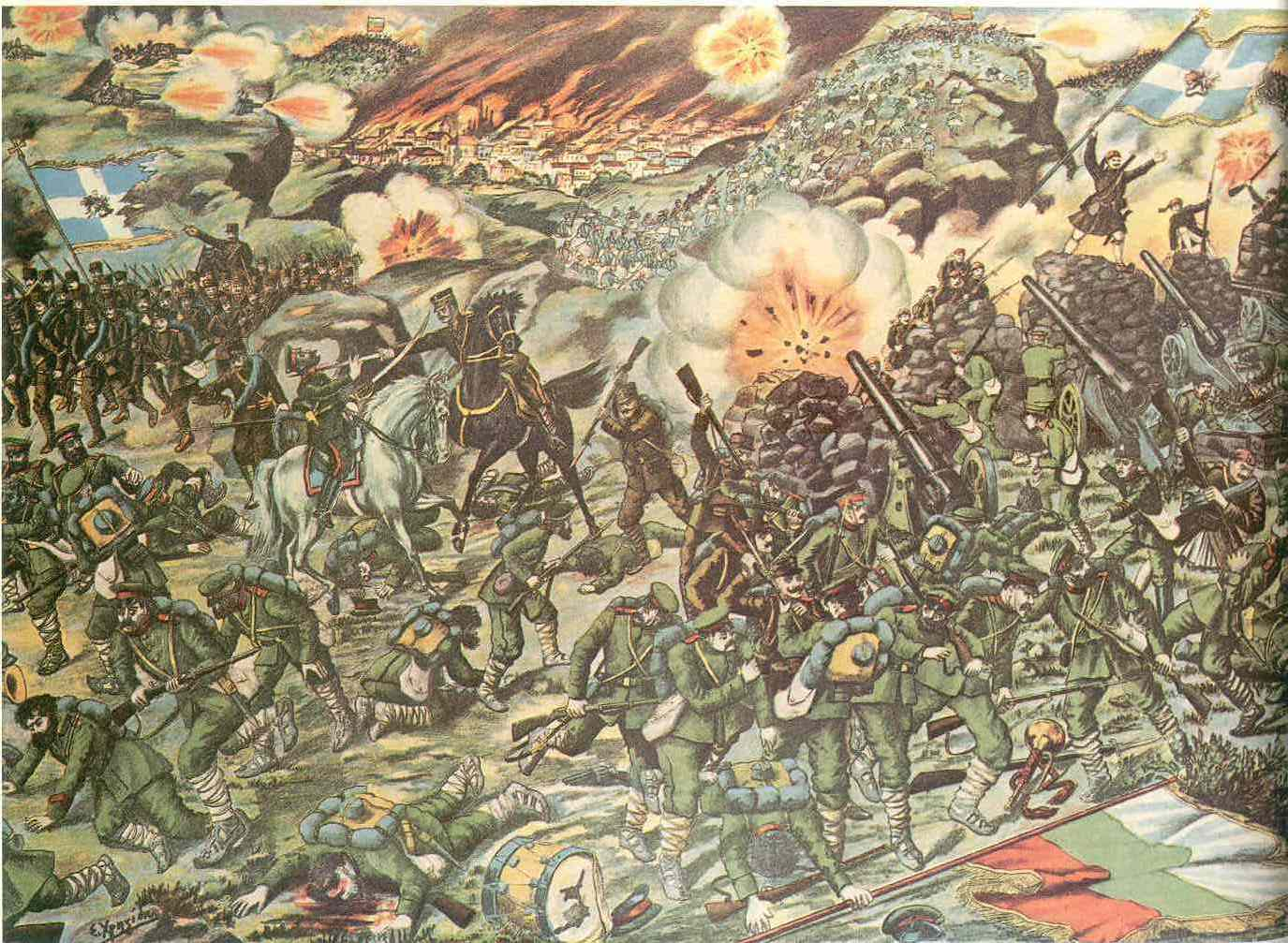
Литография Сотириса Христидиса, изображающая битву под Килкисом.

Греческая артиллерия под командованием майора Н. Влахопулоса дважды пересекла реку Галликос, следуя за ΙΙ дивизией, но несколько западнее дивизии, поскольку не могла следовать по более короткой и безопасной дороге.

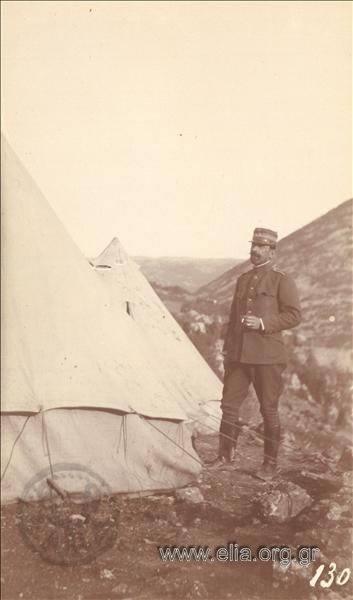
Майор артиллерии Николаос Влахопулос на фронте Эпира в конце 1912 года.

Дивизион Влахопулоса расположился на высотах северо-восточнее Сарикёя и в 16:30 батарея Саккеларопулоса начал обстрел болгарских батарей в Килкисе, с тем чтобы пехота успела занять продвинутые позиции, Через час к обстрелу болгарских батарей подключилась и батарея Анагностараса. Пехотные полки, после занятия позиций, спешно стали копать окопы на случай болгарской атаки.
Артиллерии ΙV дивизии было приказано произвести рекогносцировку и быть в готовности поддержать огнём наступление. В 08.00 ΙV дивизия начала наступление при поддержке артиллерии и сохраняя контакт с соседними дивизиями. Её артиллерии было приказано вести огонь и против Килкиса. В 09:00 артиллерия расположилась на высоте 203, севернее Карабурнар на расстоянии 5 — 7 км от Килкиса (2 батареи Влассиса и Кацикоянниса — справа от дороги на Карабурнар и одна слева).

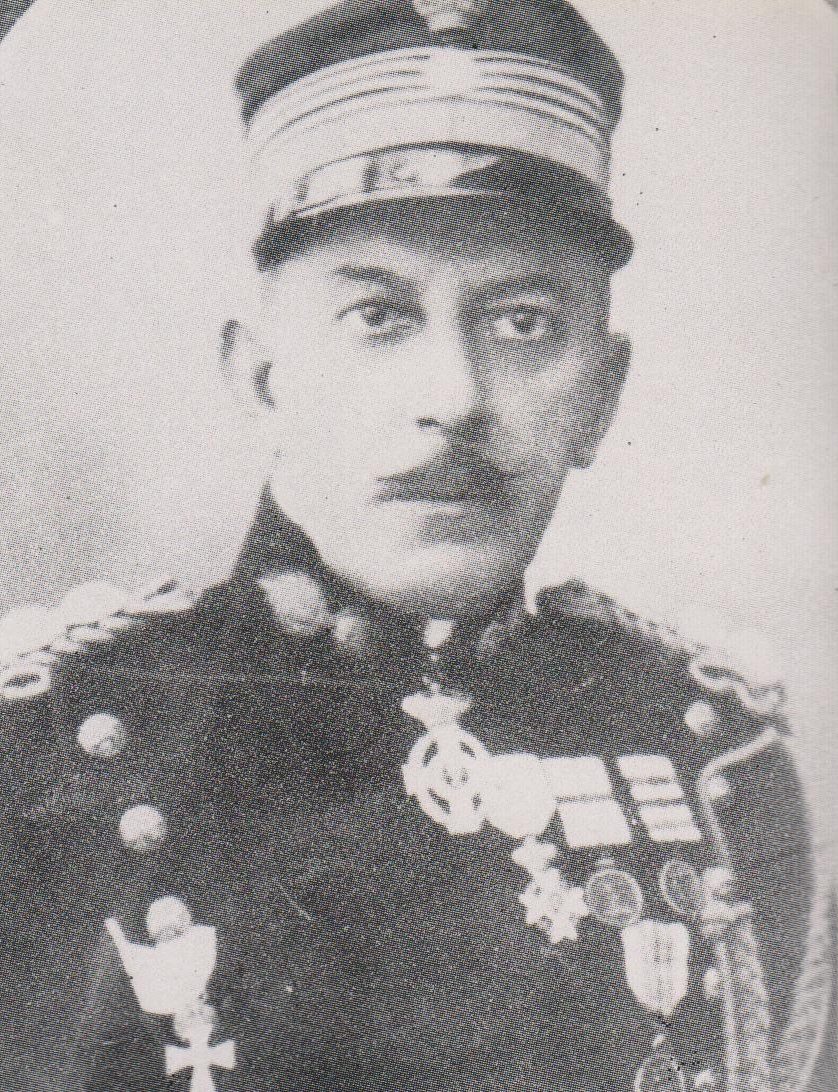
Эвстратиос Кацикояннис, в звании полковника артиллерии в 1920 году.

В 10:00 две батареи начали обстрел болгарских батарей расположенных у подножия холма в 5 км юго-восточнее Килкиса, а также севернее железнодорожной станции Кристонас (Саригёл). Болгарская артиллерия ответила. Артиллерийская ¨дуэль¨ продолжилась с первоначальным превосходством болгарской артиллерии, в то время как греческая артиллерия медленно продолжала своё продвижение под огнём артиллерии противника.
Несколько позже дивизион Влахопулоса обнаружил позиции болгарской артиллерии, что позволило произвести ночной обстрел поддерживая ночную атаку пехоты, в то время как дивизион Хадзидимитриу расположился на высотах восточнее Ахче Клисе в 22:00 и также определил ночью позиции болгарских батарей
Болгарский подполковник А. Христов в своей книге ¨Историческое обозрение войны Болгарии против всех баланских государств в 1913 году писал что болгары располагали 10 батареями, в то время как атакующая греческая армия располагала 20 батареями полевой артиллерии. Однако следует учитывать, что греческая армия была атакующей стороной, в то время как болгары оборонялись с подготовленных позиций и фортификаций и вся их артиллерия была развёрнута и вела непрерывный огонь располагая большим запасом боеприпасов, в то время как греческая артиллерия, в силу рельефа местности, развернула только треть своих сил. В результате, существенной разницы между артиллерийскими силами сторон не было.

### Выводы и заключения о сражении при Килкис-Лахана
Греческая победа при Килкис и Лаханас была полной и неоспоримой. Военные аналитики той эпохи отмечали, что тактика греческой армии в этом сражении была «опасной и первобытной». Позже, в 1914 году, французский генерал Дебине, заявлял на своей лекции в Школе войны в Париже, что в этом сражении греческая армия не использовала ни французскую, ни немецкую стратегию. Не было ни одного резервного полка, ни намёка на манёвр. Греческий командующий выстроил в линию 8 дивизий и приказал им «вперёд».
Т. Пангалос также пишет, что была использована стратегия ефрейтора, которая ограничивалась фразой «Вперёд на врага»
Но победителей не судят. Для победы был достаточен наступательный порыв греческой армии, использовавшей тактику лобовой атаки, не пытаясь даже использовать дивизии на флангах для обходного манёвра. Более того, две дивизии в центре греческого расположения наступали через узкий коридор образуемый озером Аджи Гёл и болотами реки Галликос и понесли значительные потери от болгарской артиллерии, которая создала огневой заслон на вынужденных проходах этих двух дивизий через болота.
Массированный огонь болгарской артиллерии, в отличие от сравнительно маленькой поддержки греческой пехоты греческой артиллерии, в силу отсутствия удобных подъездов и позиций развёртывания, а также скупое использование боеприпасов в силу их нехватки, были основными причинами больших потерь греческой армии.
В ходе сражения, из общего числа 81 тыс. греческих солдат и офицеров, были убиты и ранены 8540, то есть более 10 % личного состава, включая 7 убитых командиров полков.

## После Килкис — Лахана
После греческой победы при Килкис — Лахана, 27 июня в войну против болгар в качестве миротворца, но и с территориальными претензиями к Болгарии вступила и Румыния, а 29 июня и Турция, которая воспользовалась моментом чтобы отвоевать часть территорий занятых болгарами во Фракии.
Греческий премьер-министр Венизелос придерживался мнения, что Греции нет смысла продолжать войну, поскольку основную задачу, предотвращение болгарской угрозы столице Македонии, городу Фессалоники, армия выполнила. Также утратили остроту и болгарские претензии на большую часть Македонии. Одновременно Венизелос осознавал, что и союзная сербская армия также выполнила свою объективную задачу и что сербы не видят смысла в продолжении войны, а также то, что в случае продолжения войны бо́льшая часть её тяжести придется на Грецию, что не входило в его планы.
Однако король Константин был сторонником войны до победы и капитуляции Болгарии, надеясь вступить в болгарскую столицу.
Хотя сербо-болгарский фронт застыл, главнокомандующий греческой армии Константин I приказал наступать на Софию.
Греческая армия подошла к Кресненскому ущелью, по которому шла дорога ведущая к столице Болгарии.

### Кресененское ущелье 11 — 13 июля 1913 года
Кресненское ущелье с южного его входа и до северного выхода Симитли имеет длину примерно 20 км и его бока образованы отвесными склонами. Болгары уничтожили мосты и многие участки шоссейной дороги, которая шла параллельно реке Стримонас. На входе в ущелье, который в силу отвесных склонов турки именовали Шайтан Дере, болгары установили тяжёлые гаубицы, чей радиус стрельбы достигал 9 км. Как и в сражении при Лахана, греческие полевые орудия не могли приблизиться к болгарским, поскольку террен по сторонам дороги обстреливался с высоких позиций болгарской артиллерией.
Первый день сражения был отмечен героизмом и актом самопожертвования 1й батареи 1го полка полевой артиллерии под командованием лейтенанта К. Илиадиса. Бой начался с утренней атаки 4го пехотного полка, который не мог продвинуться, в силу плотного огня болгарских гаубиц. Греческие снаряды даже не долетали до них. По дороге проходившей рядом с батареей Илиадиса непрерывно несли раненных 4го полка. Слева от Стримонаса продвигалась ΙΙ дивизия, справа ΙV дивизия, которые ничем не могли помочь, поскольку дивизии были разделены высокими горами. К полудню продвижение Ι дивизии было остановлено полностью. Расчёты болгарских гаубиц, видя что им не угрожает греческая пехота, переключили свой огонь на греческую батарею.

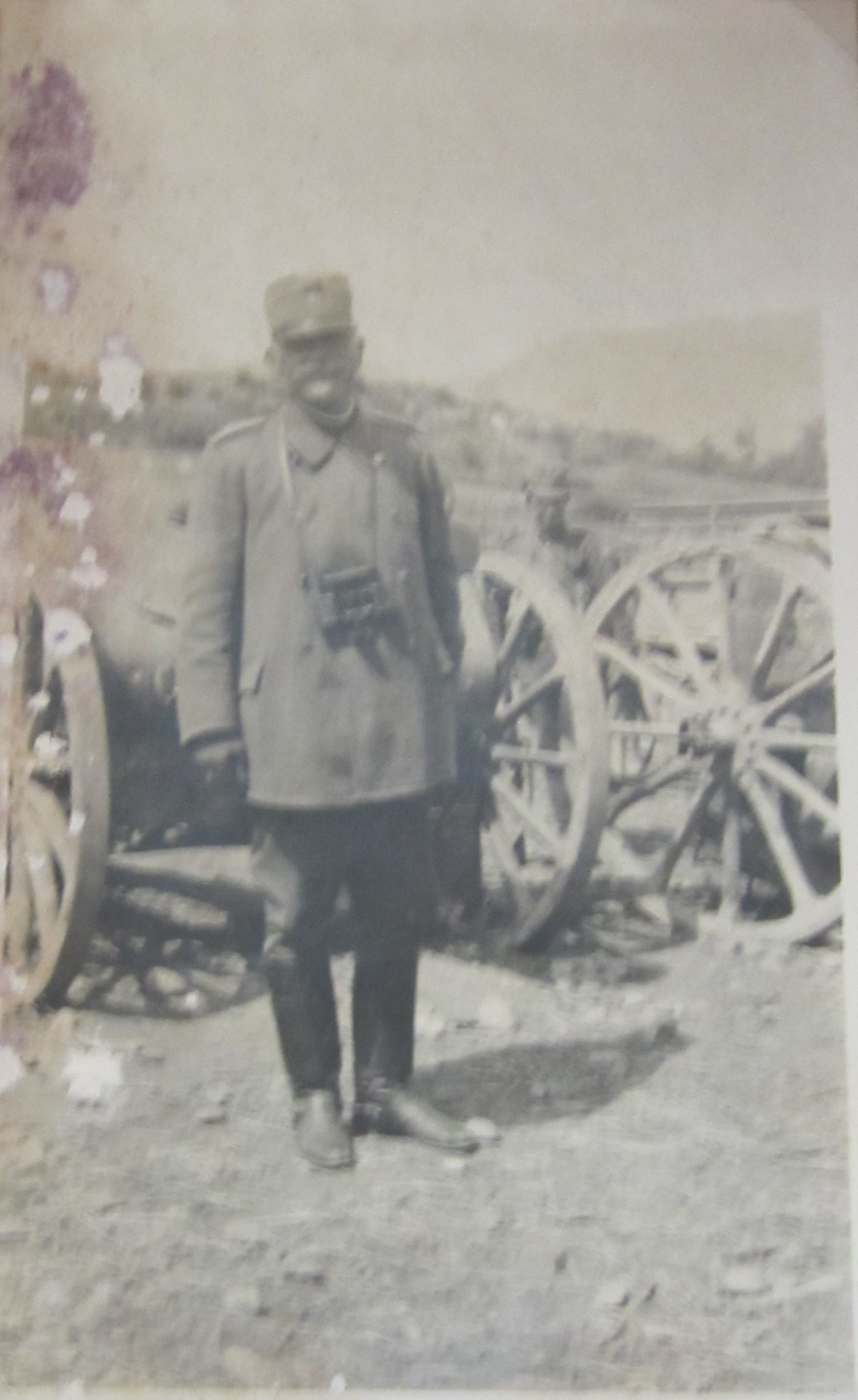
Комдив I дивизии, полковник артиллерии Эммануил Манусояннакис в 1912 году.

Именно в этот момент комдив Э. Манусояннакис счёл что жертвы 4го полка были напрасными и вызвал к себе командира 1й батареи лейтенанта Илиадиса. Он приказал Илиадису подойти как можно ближе к болгарским орудиям, «даже если от батареи не станется и единой гайки». Вернувшись в батарею лейтенант приказал расчётам запрячь, следовать в 50 метрах один за другим и держать винтовки в руках заряжёнными. Батарея ринулась вперёд галопом. Видно было только первое орудие, другие скрывались облаках пыли… Болгарские гаубицы начали скорострельный огонь против приближающейся батареи, выпустив более 200 снарядов. Через 4 км лейтенант резко повернул налево, обнаружив крутой склон абсолютно недоступный болгарской артиллерии. Через несколько минут батарея была развёрнута и начала огонь… Последовал приказ: «Дистанция 3100». Дистанция была определена верно. Болгарские гаубицы замолчали через 10 минут. Вход в ущелье был занят 5-м полком.

## Завершение войны
В результате трёхдневных боёв 8—11 июля греческая армия подошла к северному выходу из Кресненского ущелья. Болгары были вынуждены оголить сербский фронт и перебросить силы для защиты своей столицы перед наступающей греческой армией.
Сражение в Кресненском ущелье завершилось без победителей.

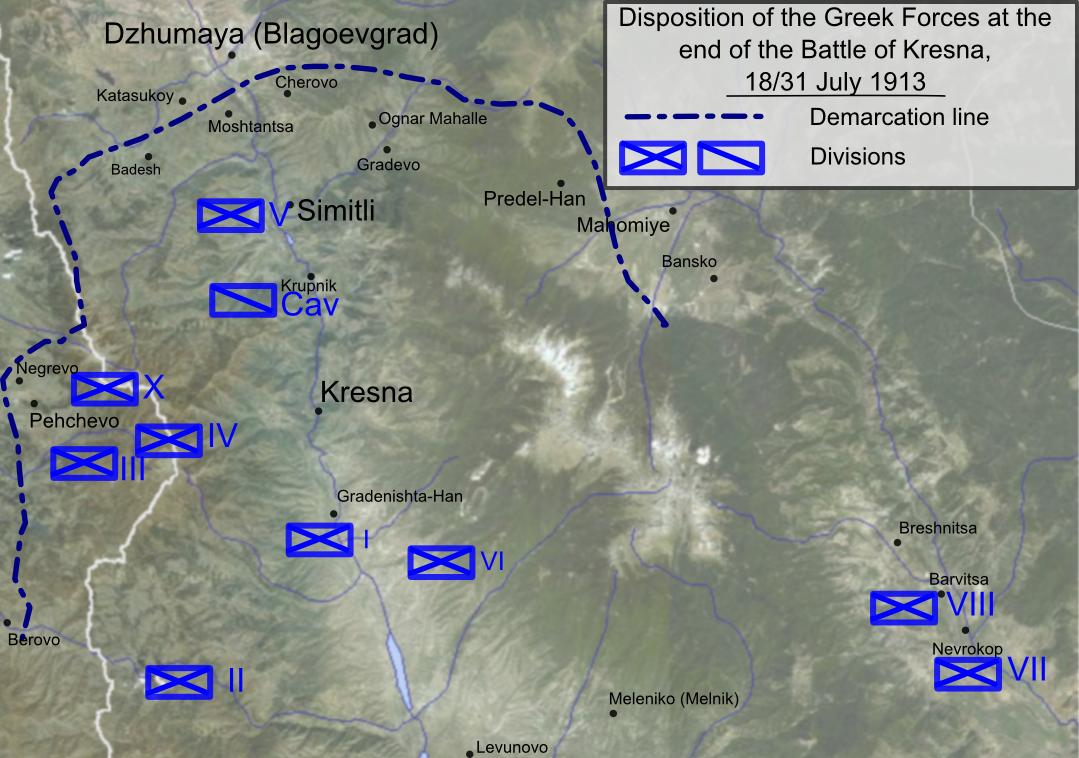
Демаркационная линия и расположение греческих войск после объявления перемирия.

18 июля боевые действия были прекращены, и в Бухаресте начались переговоры. 28 июля был заключён Бухарестский мир, по итогам которого Болгария потеряла значительную часть территорий, отошедших к ней в результате Первой Балканской войны, а также Южную Добруджу, отошедшую к Румынии.
Но и Греция не смогла воспользоваться плодами своего наступления через Кресненское ущелье, где её армия понесла тяжёлые, но бесцельные, потери — согласно условиям Бухарестского мира, греческая армия оставила ущелье, а северная граница Греции была определена в районе Дойранского озера, то есть южнее даже позиций до начала сражения.

### После Кресны
В ходе июльских сражений (Кресна — Джумая, операции с 6 по 17 июля, высоты 1450, 1650, 1900, 1378) греческая армия заняла Драму, Неврокоп, Печово, Махомию, Кресну, Александруполис, Ксанти, Симитли и Комотини.
Греческая артиллерия приняла участие в сражениях Кресна (6 июля 1913) — Печово (6, 7 июля), Симитли (13 июля) Джумая (17 июля), Неврокоп (15 июля), Махомиа (16 июля). В результате операций греческая армия взяла в плен 5330 болгарских солдат, захватила 84 орудий, 7910 артиллерийских снарядов, 1 самолёт, 150 железнодорожных вагонов.
В результате двух победоносных войн против Османской империи и Болгарии, Греция удвоила свою территорию, присоединив (воссоединив в греческом чтении) бо́льшую часть Османской Македонии, по сути территорию исторической (древней) Македонии с её компактным населением греков-македонян, около половины территории Эпира, Западную Фракию и северо-восточные острова Эгейского моря. Вместе с новыми территориями, прирост населения за счёт освобождённых греческих населений, значительно увеличил и мобилизационную базу греческой армии.

### Новая организация греческой артиллерии
До издания закона № 85 ноября 1913 года¨о временной организации армии¨ был издан указ от 14 августа 1913 года, то есть сразу после начала Второй Балканской войны который предусматривал:
(1) Формирование ещё двух полков полевой артиллерии (5-й и 6-й), которые временно вошли в подчинение соответственно корпусов армии в городах Драма и Козани. Существовавшие до того 1-й, 2-й, 3-й и 4-й полки находились временно в подчинении корпусов армии в Ларисе, Афинах, Яннине и Салониках соответственно.
(2) Число батарей каждого полка полевой артиллерии было временно установлено таким образом, чтобы каждая дивизия в составе корпусов армии располагала одним дивизионом по 3 батареи орудий Шнайдера.
(3) Кроме этого были сформированы 4 дивизиона горной артиллерии по 3 батареи горных орудий Шнайдера. Дивизионы находились временно в подчинении корпусов армии в Яннина, Салониках, Драме и Козани.
Законом № 85 от 29 ноября была определена новая организация армии. Артиллерия была организована в:
(α) 5 полков полевой артиллерии (1-й, 3-й, 5-й, 7-й и 9-й), каждый из которых состоял из 3 дивизионов, кроме 9-го, который состоял из 2 дивизионов.
(β) 14 дивизионов горной артиллерии с порядковыми номерами от Ι до XIV.
(γ) 1 гарнизонный полк артиллерии Салоник.
(δ) 1 гарнизонный батальон артиллерии Янин
(ε) 1 дивизион конной артиллерии
Полки и дивизионы артиллерии находились в следующем подчинении:
(α) 1-й полк полевой артиллерии в подчинении Α΄ корпуса армии (Афины).
(β) 3-й полк полевой артиллерии в подчинении Β΄ корпуса (Лариса).
(γ) 5-й полк полевой артиллерии в подчинении Γ΄ корпуса (Салоники).
(δ) 7-й полк полевой артиллерии в подчинении Δ΄ корпуса (Кавала).
(ε) 9-й полк полевой артиллерии в подчинении Ε΄корпуса (Янина).
(στ) Дивизионы горной артиллерии были распределены по одной в каждую дивизию, в соответствии с их нумерацией.
(ζ) Полк гарнизонной артиллерии был переведен непосредственно под командование военного министерства.
(η) Конный дивизион артиллерии был переведен под командование Кавалерийской дивизии (Салоники).
В силу нехватки офицеров, что было отмечено в войны 1912—1913 годов и в силу численного роста армии, было разрешено законом № 143 1914 года заполнение вакантных должностей офицерами резервистами. Из 250 легализированных резервистов 55 принадлежали артиллерии.
Последующими указами от 21 февраля и 16 апреля было установлено личное оружие артиллеристов следующим образом:
α. Сержант и трубач: Сабля и револьвер.
β. Капрал полевой и конной артиллерии: Сабля и револьвер
γ. Капрал горной и гарнизонной артиллерии: Карабин и штык.